# 척 오너
찰스 앨버트 "척" 오너(Charles Albert "Chuck" Horner , 1936년 10월 19일-)은 은퇴한 미국 공군의 대장이다. 아이오와주 대븐포트에서 태어난 그는 아이오와 주립대학을 다니다가 1958년 6월 13일 공군예비대로 편입되었다. 베트남 전쟁 당시 그는 와일드 비즐의 전투기 조종사로 참전해 은성훈장을 수여받았다. 걸프 전쟁 동안 그는 미국 공군과 동맹국 공군의 사령관이 되었다. 이 때 당시 노먼 슈워츠코프는 미국에 남아 있었다. 그는 현재 미국 평화협의회의 의장을 맡고 있다.

## 군사적 생애
척 오너 장군은 북미항공우주방위사령부와 공군우주사령부의 참모총장이었다. 그는 1992년부터 1994년까지 미국과 캐나다의 우주권 방어를 담당했고 국가적 목적을 위한 우주 통제권 및 이용이 가능했다. 아이오와 출신의 오너 장군은 예비군 훈련교관 군단계획을 통해 공군에 들어갔다. 그는 1958년 6월 13일 아이오와 주립대학교를 졸업하기 직전에 공군예비군 사령부에 들어갔다. 1959년 11월 그는 조종사 훈장을 받았고 1962년 공군 장교로 부임했다. 그는 전략적 훈련부대, 전투부대, 2개의 공군사단과 수많은 공군 부대의 지휘관이 되었다. 제9공군의 사령관으로 부임하는 동안 그는 미국 공군 중앙사령부의 사령관이 되었다. 그리고 그는 걸프 전쟁에서 미국과 동맹국의 공군을 이끌었다.